# Léon Thérémine
Léon Thérémine, né Lev Sergueïevitch Termen (en russe : Лев Сергеевич Термен) le 27 août 1896 et mort le 3 novembre 1993, est l'ingénieur russe qui a inventé le thérémine, le premier instrument de musique électronique,.

## Biographie
Lev Sergueïevitch Termen est né à Saint-Pétersbourg, issu d'une famille aux lointaines origines françaises. Il fait ses études au premier gymnasium classique. Il est passionné de musique et de physique et se consacre à l’étude du génie électrique à l’université de Pétrograd.

### Thérémine
En 1919, il met au point l’« éthérophone » ou thérémine, premier instrument de musique électronique. Cet appareil a comme particularité qu’on en joue sans le toucher, en bougeant les mains dans un champ électromagnétique émis par deux antennes. Il en joue devant Lénine en 1922 et enthousiasme l’intelligentsia. Sur le principe d'ondes du thérémine, il invente le premier détecteur de mouvement pour portes automatisées et travaille aussi sur l'un des premiers systèmes d'alarme antivol.
Dans le domaine de la télévision mécanique, il travaille à l'utilisation du disque de Nipkow et, en 1926, il conçoit la technique d'entrelacement pour améliorer la qualité d'un signal vidéo, encore largement utilisée dans la technologie de la vidéo et de la télévision. Cependant, un autre scientifique, l'américain Ulises Armand Sanabria (en) a aussi travaillé dans le domaine de la télévision mécanique en 1926, mais n'a pu breveter son invention qu'en 1931.
En 1927, il entreprend une tournée en Occident et donne des concerts d’« éthérophone » en Europe et en Amérique du Nord. Il s’établit à New York et reçoit un accueil triomphal. Il obtient pour son invention un brevet américain le 28 février 1928 mais il conclut une entente avec les sociétés General Electric et RCA pour la commercialisation de son appareil, sous le nom de « thereminvox » bientôt raccourci en « thérémine ». C’est un échec mais Léon Theremine continue à donner des cours de « thérémine », des concerts et à faire des inventions dont le « terpsitone » : inspiré du thérémine, cet appareil se présente sous la forme d’une scène munie d’antennes. Des danseurs y évoluent, produisant la musique par les mouvements de leurs corps dans le champ électromagnétique.
Manquant de connaissances musicales de base, Léon a pu bénéficier des conseils de Clara Rockmore, violoniste virtuose qui collabore directement avec lui dès les premiers jours du développement commercial de son instrument aux États-Unis. Elle lui soumet un grand nombre de suggestions et de propositions de modifications pour améliorer l'instrument, qu'il incorpore dans les versions plus tardives. Il la demandera en mariage à plusieurs reprises, mais sans succès.
En 1938, l’inventeur disparaît mystérieusement, et sa mort est officiellement annoncée. Les recherches de son épouse et de ses amis n’aboutissent pas et il est progressivement oublié ; certains affirmèrent qu'il avait tout simplement le mal du pays, tandis que d'autres croyaient qu'il avait été enlevé par des agents du NKVD. Plusieurs années plus tard, on a su que Thérémine était retourné dans son pays natal à cause de problèmes fiscaux et financiers aux États-Unis,. Toutefois, il aurait dit au physicien-musicien Bulat Galeyev qu'il avait décidé de partir parce qu'il était inquiet devant l'imminence de la guerre.

### Inventeur forcé pour le régime soviétique
Peu après son retour, à Léningrad, il est incarcéré à la prison de la Boutyrka à Moscou, puis déporté pour une durée de huit ans, dans les mines d'or de Kolyma, sous le prétexte d'avoir planifié avec un groupe d'astronomes, l'assassinat de Sergueï Kirov, lors de sa visite prévue à l'observatoire de Poulkovo.
Bien que les rumeurs de son exécution aient été largement diffusées, il ne reste qu'un an dans le camp de travail, puis il est transféré à l'hiver 1940, à Omsk dans une charachka — un laboratoire surveillé par la police secrète, dans le système des camps du Goulag —, en collaboration avec Andreï Tupolev, Sergueï Korolev et d'autres scientifiques et ingénieurs. On le fait travailler sur d’autres sujets de recherche en électronique comme des appareils d'espionnage ou des brouilleurs de communications.
Il invente le système d'écoute Bourane (Буран), (précurseur du micro espion laser), en utilisant, à distance, un faisceau infrarouge de faible puissance pour détecter les vibrations sonores dans la vitre d'une fenêtre. Beria, le chef de l'organisation de la police secrète NKVD (le prédécesseur du KGB), utilisera le dispositif Bourane pour espionner les ambassades européennes et américaines, à Moscou. En 1947, il reçoit le prix Staline pour son invention et cette avancée technologique de l'espionnage soviétique.
Il invente un autre dispositif d'écoute, basé sur le principe d'une cavité résonante à haute fréquence, associée à de l'électronique Chrysostome (Златоуст), dispositif passif, sans alimentation électrique (The Thing), utilisé pendant 6 ans à la résidence de l'ambassadeur américain à Moscou, avant d'être découvert par hasard, par un opérateur radio britannique, en 1952,.
En 1956, il est réhabilité mais continue à travailler dans les bureaux d'études secrets du NKVD, à développer les systèmes d'écoute, jusqu'à sa retraite en 1964.

### Retour en grâce
Après la guerre, le « thérémine » a connu une deuxième vogue à Hollywood dans le domaine des effets sonores.
Dans les années 1960, les Beach Boys utilisent un dérivé du thérémine inventé par Paul Tanner, l'« Electro-Theremin (en) » ou « Tannerin », pour leur chanson Good Vibrations. Robert Moog s’en inspire pour inventer le synthétiseur.
Dans les années 1980, le cinéaste Steven M. Martin (en), décide de tourner un documentaire sur le thérémine. Il rencontre Clara Rockmore, l'ancienne virtuose du thérémine et amie de l’inventeur. Faisant des recherches sur sa disparition, ils se rendent en URSS où ils découvrent que Léon Thérémine est toujours vivant. Dans une interview, l'inventeur évoque pour la première fois sa disparition. En 1990, profitant de la « perestroïka » et de la « glasnost », le cinéaste organise son déplacement aux États-Unis ; Léon peut assister à un concert de thérémine à l’université Stanford avant de retourner en Russie où il décède trois ans plus tard.
En 2022, Emmanuel Villin lui consacre un livre, La Fugue Thérémine, paru aux éditions Asphalte.

### Famille
De son premier mariage avec Ekaterina Konstantinova, il n'a aucun enfant,  ni du second avec Lavinia Williams. De ses troisièmes noces avec Maria Feodorovna Gushina, il a deux filles, Elena et Nathalya Thérémine ; puis deux petites-filles, Olga et Maria Thérémine et un arrière petit fils Peter Thérémine (ru).

Léon Thérémine
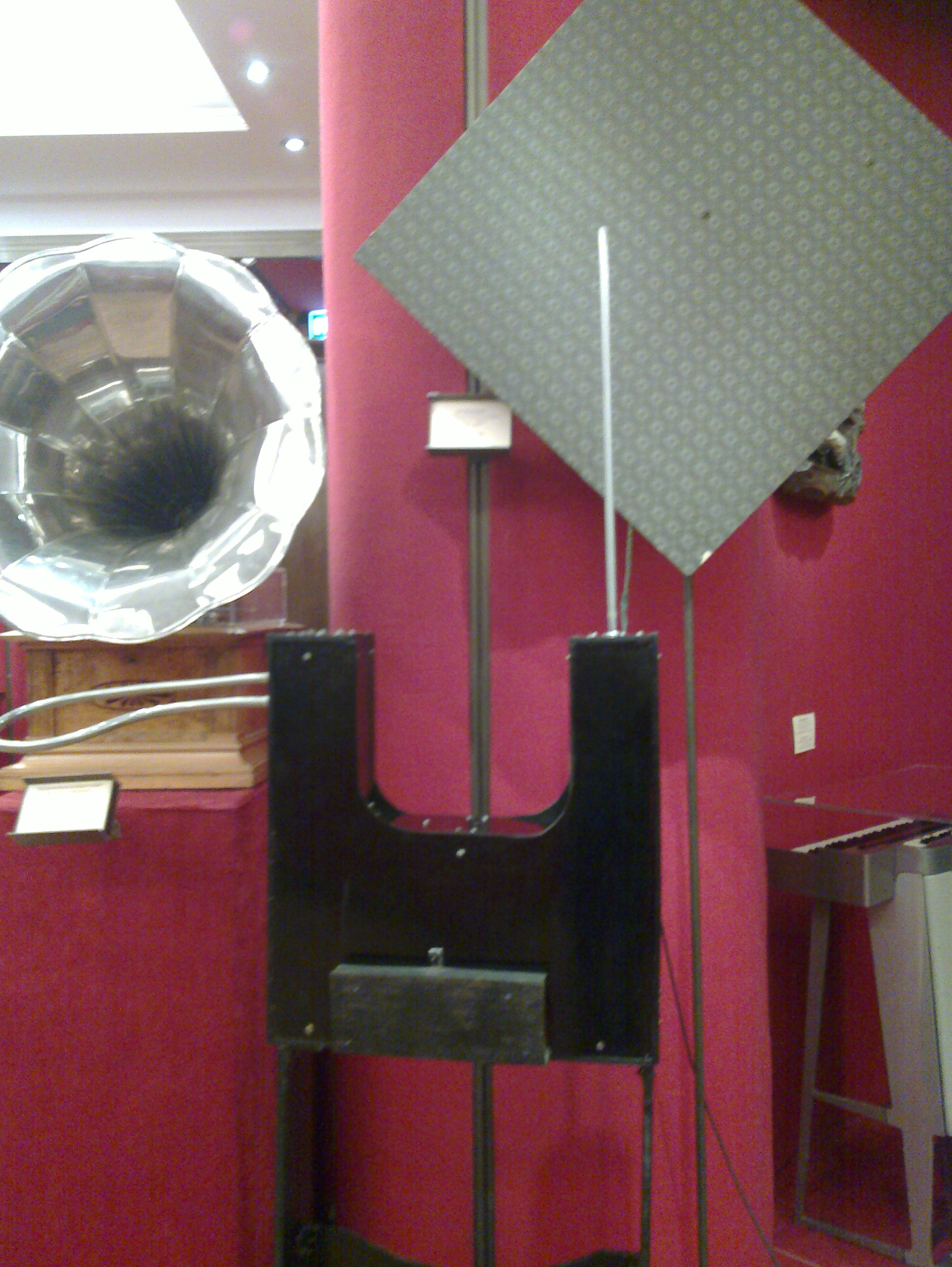
Thereminvox, un des premiers instruments inventés au musée Glinka (Moscou).
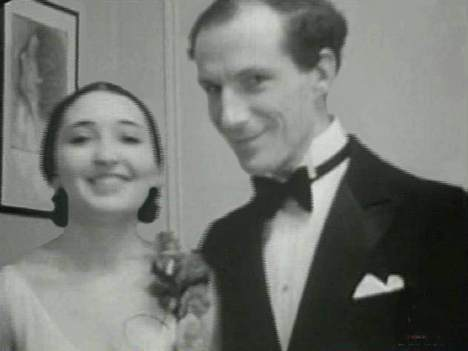
Clara Rockmore et Léon Thérémine en 1929.
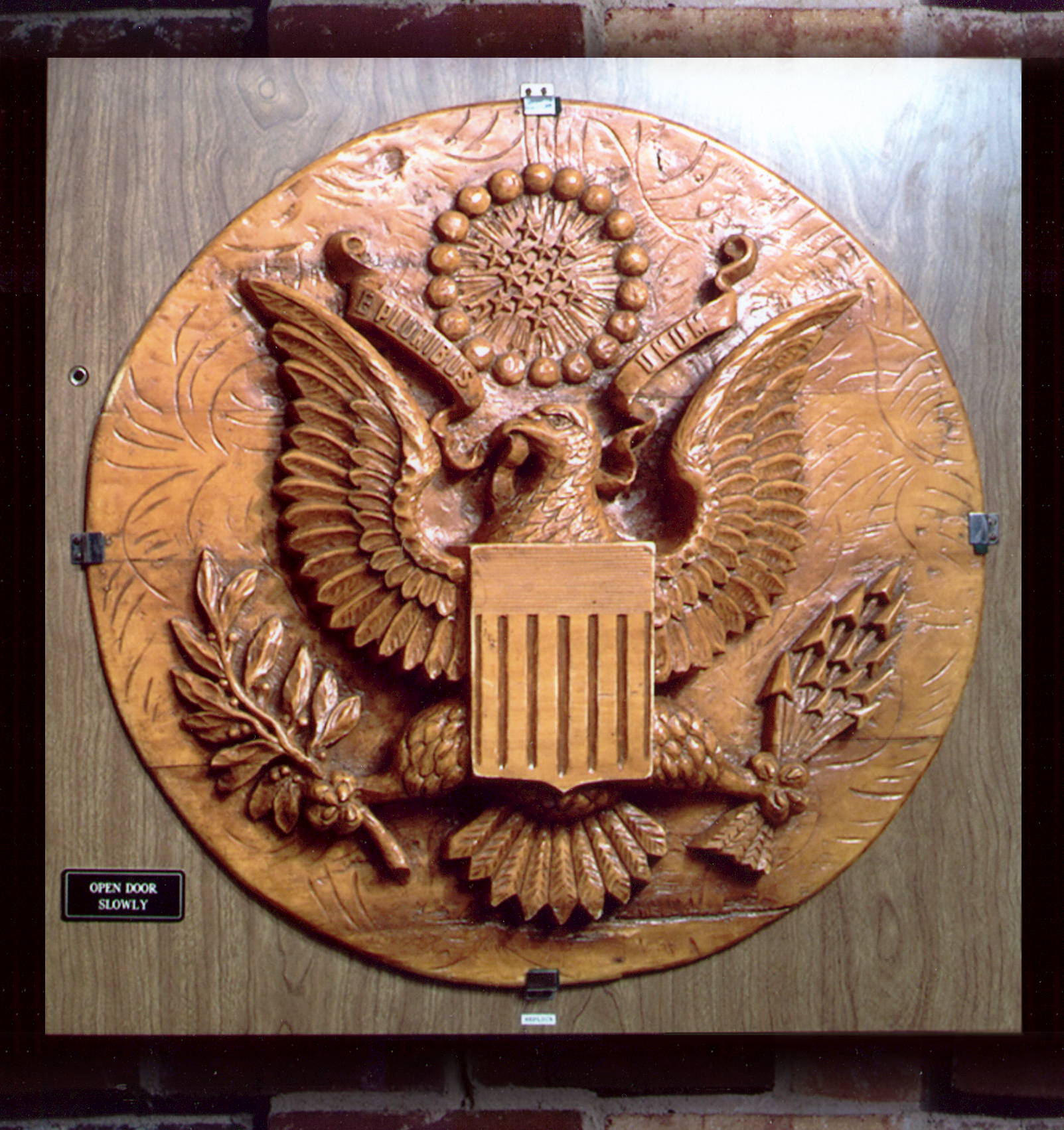
Réplique du Grand Sceau, à la résidence de l'ambassadeur américain à Moscou, National Cryptologic Museum, Fort Meade, Maryland.
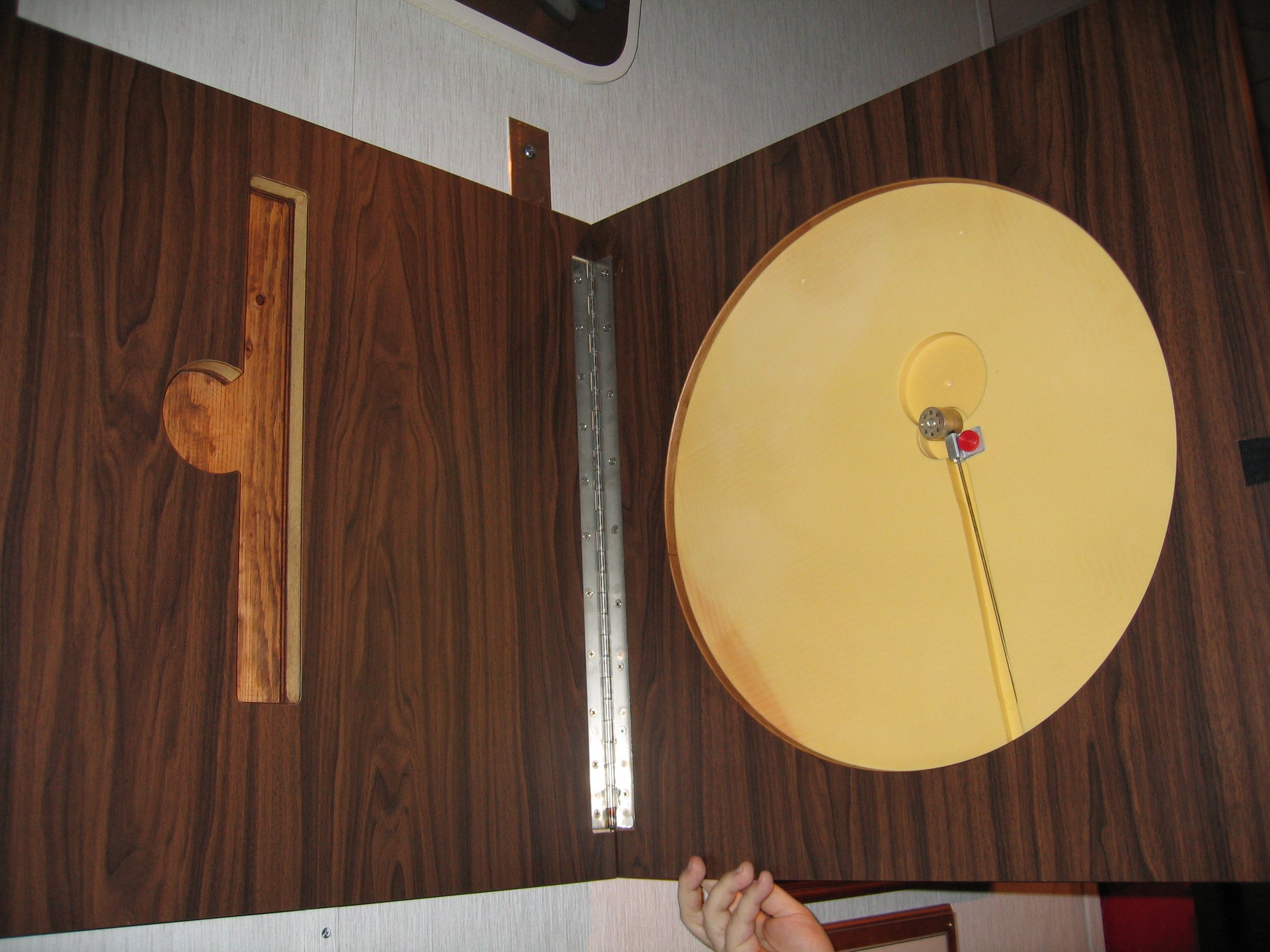
The Thing, (le Grand Sceau ouvert : dispositif d'écoute de l'ambassade américaine à Moscou).